# 鈴木幸二
鈴木 幸二（すずき こうじ、1981年12月28日 - ）は、日本の俳優・声優。愛知県出身。身長は180cm。血液型はO型。

## 出演作品

### 映画
- 闇金ウシジマくん ザ･ファイナル（悶主陀亞連合）
- アウトレイジ 最終章（山王会若衆）

### ドラマ
- エンジェル･ハート
- BORDER 警視庁捜査一課 殺人犯捜査第4係
- 三億円事件
- オリンピックの身代金〜1964年・夏〜
- ゴッドタン
- ストイック暗記王
- 恋愛ゼミ〜男と女のオキテ〜
- クルマのふたり　TOKYO DRIVE STORIES（めぐりあう時間）
- 坂の上の雲（海兵）
- 疑惑
- ルビコンの決断　石川遼を獲得せよ！〜知られざる大逆転 ヨネックスの決断〜

### ナレーション
- 辰巳出版 パチンコ必勝本CLIMAX 付録DVD ナレーション（最弱王、あいと仁と誠、WBCなど）
- パチ&スロ動画サイト 必勝本WEB-TV

### ゲーム
- 龍が如く 維新!（2014年）
- 龍が如く0 誓いの場所（2015年、老鬼）
- 龍が如く 極（2016年、ゲイリー・バスター・ホームズ）
- テイルズオブベルセリア モーションアクター（2016年、ロクロウ・ランゲツ、アルトリウス・コールブランド役）
- 龍が如く 極2（2017年、ゲイリー・バスター・ホームズ）
- JUDGE EYES:死神の遺言（2018年）
- 龍が如く7 光と闇の行方（2020年、ゲイリー・バスター・ホームズ）
- 龍が如く8（2024年、ゲイリー・バスター・ホームズ）

### 舞台
- 夏祭・花之井哀歌（2022年、椿組・新宿花園神社野外劇）
- 「潜水艦とクジラと・・・」～忘れてはイケナイ物語り～（2022年、椿組秋公演）
- 丹下左膳'23（2023年、椿組・新宿花園神社野外劇）
- ガス灯は檸檬のにほひ（2024年、椿組新春公演）[3]
- 嗤う伊右衛門 2024（2024年）[4]
- キネマの大地-さよならなんて、僕は言わない-（2025年2月、椿組春公演）[5]
- 泣くロミオと怒るジュリエット2025（2025年）[6]

### 吹き替え

#### 映画
- アダルトボーイズ遊遊白書（マーカス・ヒギンズ〈デヴィッド・スペード〉）
- アメイジング・スパイダーマン2（黒服の男）
- エージェント:ライアン
- エクスペンダブルズ2（無線の男）
- エレクトリシティ（医者〈ジュリアン・ファース〉）
- エンド・オブ・ウォッチ（トレー）
- カウガールズ・アンド・エンジェルズ
- 最後のマイ・ウェイ（ポール・ルデルマン〈ブノワ・マジメル〉）
- サニー永遠の仲間たち（刑事）
- ゼロ・ダーク・サーティ（ジャレド）
- デンジャラス・バディ
- ハイジャック181（ソモリア大統領）
- 博士と彼女のセオリー（ジョナサン・ヘリヤー・ジョーンズ〈チャーリー・コックス〉）
- ファントム/開戦前夜（バベノッド）
- フィッシング・アドベンチャー

#### テレビドラマ
- アンダー・ザ・ドーム
- 王女の男（イム・ウン）
- グッド・ワイフ2
- グッド・ワイフ3
- 恋するマンハッタン シーズン3
- Dr.JIN（シクの父、イッチュ、リデル神父）
- トランスポーター ザ・シリーズ（謎の男）
- HAWAII FIVE-0 シーズン3（レイ、ジウン）
- ボードウォーク・エンパイア 欲望の街（オーウェン・スレイター〈チャーリー・コックス〉）
- ボルジア家2 愛と欲望の教皇一族（カルロ、アウグスティーノ）
- ミディアム5 霊能者アリソン・デュボア
- レボリューション
- LAW & ORDER: UK（グリアー）

#### アニメ
- カンフー・パンダ ザ・シリーズ（ファン）

#### その他
- UFC登竜門 ジ・アルティメットファイター ヘビー級バトル
- UFC登竜門TUF〜超人ジョーンズ軍VS闘将サネン軍〜（ディラン・アンドリュース）